# Camaegeria monogama
Camaegeria monogama is een vlinder uit de familie wespvlinders (Sesiidae), onderfamilie Sesiinae. De wetenschappelijke naam van deze soort is, als Aegeria monogama, voor het eerst geldig gepubliceerd in 1932 door Meyrick.
De soort komt voor in tropisch Afrika. Het type werd in de maand november door E. Hargreaves in Njala, Sierra Leone, verzameld en wordt bewaard in BMNH. Bartsch & Berg plaatsten de soort in 2012 in het geslacht Camaegeria en wezen Macrotarsipus lioscelis Meyrick, 1935, als nieuw synoniem aan.

## Synoniemen
- Aegeria monogama Meyrick, 1932
  - Synanthedon monogama (Meyrick, 1932)
- Macrotarsipus lioscelis Meyrick, 1935